# Újkígyós
Újkígyós es una ciudad en el condado de Békés en la región de la Gran Llanura del Sur del sureste de Hungría.

## Geografía
Tiene una superficie de 54,92 kilómetros cuadrados y en 2024 tenía una población de 4 675 habitantes.
Aunque el prefijo "új", que significa "nuevo", parece sugerir que la ciudad es de reciente creación, probablemente se remonta a la vecina Szabadkigyós. La ciudad experimentó una gran expansión después de la Segunda Guerra Mundial. El Partido Comunista Húngaro consolidaba su poder como parte de su "transformación socialista de la agricultura", impuesta a la población rural. Las familias campesinas de los alrededores, la mayoría de las cuales habían trabajado como arrendatarios de la nobleza recién desaparecida, se vieron obligadas a trasladarse a un distrito central y a trabajar la tierra como parte de una colectividad.
A finales de la década de 1960, muchas antiguas residencias que habían sido reconvertidas en graneros y almacenes todavía estaban en uso por la colectividad.
La relajación gradual de los controles gubernamentales tras la invasión soviética y la posterior represión de 1956, así como la lenta recuperación económica de la década de 1960, trajeron consigo una notable mejora en la vida de los habitantes. Se instaló fontanería, aunque esta era tan deficiente que la gente la llamaba despectivamente "trabajo socialista". Se comenzaron a celebrar misas, incluidas las de boda, bajo los auspicios oficiales del gobierno en la iglesia católica local.
Durante el verano de 1968, durante el Táncfesztivál nacional anual, Újkígyós, junto con el resto del país, pudo dar la bienvenida por primera vez a muchos de los 200 000 expatriados que regresaron del país después de la revuelta abortada de 1956. Esta novedad coincidió con el apogeo de los esfuerzos de reforma de Alexander Dubček en la vecina Checoslovaquia, cuyo radicalismo invitó al regreso del ejército ruso antes del final del verano, en la tarde del 18 al 19 de agosto de 1968.
Cuarenta años después, la ciudad parece haber cambiado poco en tamaño o aspecto. De hecho, una vista aérea o satelital de la región muestra escasas diferencias con las fotografías tomadas en 1962 para demostrar el éxito de los programas de colectivización del gobierno. En comparación, abundan las comodidades modernas; solo había un coche en Újkígyós en 1968. Pero la ciudad ha crecido poco porque muchos jóvenes se marchan a buscar fortuna en ciudades más grandes como Szeged y Budapest.
Desde que el Partido Comunista cedió su monopolio del poder en 1989, se han privatizado las granjas colectivas. Sin embargo, se necesita más investigación para esclarecer el camino recorrido por los habitantes de Ujkígyós. Jároli afirma inequívocamente que «en la década de 1990, las tiendas de la cooperativa en quiebra se privatizaron, y la propia cooperativa se dividió en varias unidades empresariales más pequeñas. Varias familias cultivan ahora como agricultores privados en las tierras que les fueron cedidas tras un proceso de compensación». Ujkígyós ha experimentado muchos cambios desde la instauración del gobierno democrático. En la ciudad hay una gran tradición de la equitación, que se remonta a los primeros tiempos de la migración magiar a la cuenca de los Cárpatos y no es probable que desaparezca pronto.

## Ciudades hermanadas
Újkígyós está hermanada con:
- Frumoasa, Harghita, Rumanía (2008)